# Livsslaven
Livsslaven er en dansk stum dramafilm fra 1909 produceret af Nordisk Films Kompagni og instrueret af Viggo Larsen. 
Filmen havde dansk premiere den 16. september 1909 i Biograf-Theatret.
Filmen blev i tysktalende lande distribueret under titlen Häftling auf Lebesnzeit.

## Handling
En ung mand bliver gift. Familien får et barn, men landsbyens storbonde besøger uanmeldt hustruen, hvor han lægger an på hende og forsøger at kysse hende. Ægtemanden træder ind ad døren, og rasende smider han den luskede bonde ud af døren. Han lander imidlertid uheldigt, og kommer slemt til skade, men når at fortælle de tililende, hvem der forårsaget skaden, hvorefter han udånder. 
Den unge mand bliver idømt livsvarigt fængsel for mord på bonden og bliver indsat i lige præcis det fængsel, hvor den unge mands bror er fængselsbetjent. Broren beslutter sig for at hjælpe den arme unge mand, og han hjælper ham med at flygte, og tager herefter pladsen i cellen, hvor han i en døs ser brorens tilbagevenden og lykken i den lille families hjem.
Men straffen for, at broderkærlighed har sejret pligten, er døden. Fængselsbetjenten bliver skudt i fængselsgården foran alle sine kolleger. I døden ser han i et syn, sin bror og hans kone opdrage deres lille barn i et værelse, hvor fængselsbetjentens billede pryder væggen.